# Lumières (album)
 (mars 2022).
Si vous disposez d'ouvrages ou d'articles de référence ou si vous connaissez des sites web de qualité traitant du thème abordé ici, merci de compléter l'article en donnant les références utiles à sa vérifiabilité et en les liant à la section « Notes et références ».
 (mars 2022).
La mise en forme du texte ne suit pas les recommandations de Wikipédia : il faut le « wikifier ».
Les points d'amélioration suivants sont les cas les plus fréquents. Le détail des points à revoir est peut-être précisé sur la page de discussion.
- Les titres sont pré-formatés par le logiciel. Ils ne sont ni en capitales, ni en gras.
- Le texte ne doit pas être écrit en capitales (les noms de famille non plus), ni en gras, ni en italique, ni en « petit »…
- Le gras n'est utilisé que pour surligner le titre de l'article dans l'introduction, une seule fois.
- L'italique est rarement utilisé : mots en langue étrangère, titres d'œuvres, noms de bateaux, etc.
- Les citations ne sont pas en italique mais en corps de texte normal. Elles sont entourées par des guillemets français : « et ».
- Les listes à puces sont à éviter, des paragraphes rédigés étant largement préférés. Les tableaux sont à réserver à la présentation de données structurées (résultats, etc.).
- Les appels de note de bas de page (petits chiffres en exposant, introduits par l'outil «  Source ») sont à placer entre la fin de phrase et le point final[comme ça].
- Les liens internes (vers d'autres articles de Wikipédia) sont à choisir avec parcimonie. Créez des liens vers des articles approfondissant le sujet. Les termes génériques sans rapport avec le sujet sont à éviter, ainsi que les répétitions de liens vers un même terme.
- Les liens externes sont à placer uniquement dans une section « Liens externes », à la fin de l'article. Ces liens sont à choisir avec parcimonie suivant les règles définies. Si un lien sert de source à l'article, son insertion dans le texte est à faire par les notes de bas de page.
- La présentation des références doit suivre les conventions bibliographiques. Il est recommandé d'utiliser les modèles {{Ouvrage}}, {{Chapitre}}, {{Article}}, {{Lien web}} et/ou {{Bibliographie}}. Le mode d'édition visuel peut mettre en forme automatiquement les références.
- Insérer une infobox (cadre d'informations à droite) n'est pas obligatoire pour parachever la mise en page.

Pour une aide détaillée, merci de consulter Aide:Wikification.
Si vous pensez que ces points ont été résolus, vous pouvez retirer ce bandeau et améliorer la mise en forme d'un autre article.
Pour les articles homonymes, voir Lumière (homonymie).
Albums de Julie Pietri
Ève lève-toi
(2000) Autour de minuit
(2007)
Lumières est le 6e album de Julie Pietri, sorti en septembre 2003 chez Sony Music Entertainment.
Le concept de l'album est de réunir les plus grands succès de la chanteuse dans leurs versions originales (à une exception près : Et c'est comme si) auxquels s'ajoutent des reprises. De plus, trois nouveaux morceaux viennent compléter l'album : Où tu voudras que j'aille, Loin de toi et Lumières.

Le titre Le jour se lève fut un tube de l'année 1971 interprété par la chanteuse Esther Galil. La chanson Je pense à nous, qui est une adaptation française de I'll stand by you des Pretenders, avait fait l'objet d'un single de Julie Pietri en 1996.

La sortie de cet album n'est pas directement liée à l'émission télévisée « Retour Gagnant » le 23 mai 2003. En effet, l'enregistrement des titres 2,4,5,7,9,14 et 15, produits par la chanteuse elle-même et réalisés par Jean Pierre Barraqué, eut lieu en avril et mai 2003, c'est-à-dire juste avant ce concours de chansons.

## Titres
1. Ève lève-toi
Julie Pietri - Jean-Michel Bériat / Vincent-Marie Bouvot
2. Le jour se lève
Gilles Péram / Jacqueline Nero
3. Magdalena [2]
Jean-Marie Moreau / Juan Carlos Calderón
4. Ils s'aiment
Daniel Lavoie - Daniel DeShaime / D. Lavoie
5. Où tu voudras que j'aille
P. Lamy
6. Immortelle
Philippe Amar / Vincent-Marie Bouvot
7. Si j'étais un homme
Diane Tell
8. Nouvelle vie
Jean-Michel Bériat / Vincent-Marie Bouvot
9. Lettre à France
Jean-Loup Dabadie / Michel Polnareff
10. Et c'est comme si [1]
Julie Pietri / Ray Davies
11. Je pense à nous [3]
Julie Pietri / Chrissie Hynde - Tom Kelly - Billy Steinberg
12. Salammbô [4]
Julie Pietri - Sogann / Serge Guirao - Jean Mora
13. Étrangère
Julie Pietri - Frédéric Brun / Laurent Stopnicki
14. Loin de toi
Julie Pietri / S. Belolo
15. Lumières
S. & S. Laloum / S. Laloum